# Häggsjön, Södermanland
Häggsjön är en sjö i Katrineholms kommun i Södermanland och ingår i Nyköpingsåns huvudavrinningsområde. Sjön har en area på 0,103 kvadratkilometer och ligger 45,1 meter över havet. Sjön avvattnas av vattendraget Värnaån.

## Delavrinningsområde
Häggsjön ingår i det delavrinningsområde (654508-152601) som SMHI kallar för Vid mätstation Bjurstorp. Medelhöjden är 56 meter över havet och ytan är 8,68 kvadratkilometer. Det finns inga avrinningsområden uppströms utan avrinningsområdet är högsta punkten. Värnaån som avvattnar avrinningsområdet har biflödesordning 4, vilket innebär att vattnet flödar genom totalt 4 vattendrag innan det når havet efter 72 kilometer. Avrinningsområdet består mestadels av skog (90 procent). Avrinningsområdet har 0,33 kvadratkilometer vattenytor vilket ger det en sjöprocent på 3,8 procent.